# Walter K. Farnsworth

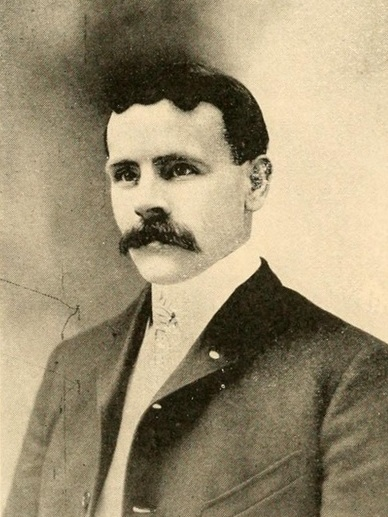
Walter K. Farnsworth

Walter Kellogg Farnsworth (* 17. November 1870 in Windsor, Vermont; † 2. August 1929 in Rutland (City), Vermont) war ein US-amerikanischer Anwalt und Politiker, der von 1925 bis 1927 Vizegouverneur von Vermont war.

## Leben
Farnsworth wurde in Windsor, Vermont geboren. Er studierte Rechtswissenschaften und nach seiner Zulassung zum Anwalt arbeitete er in Rutland City. Zudem war Farnsworth Pferdezüchter und ein aktives Mitglied der landwirtschaftlichen Gesellschaft von Rutland County.
Als Mitglied der Republikanischen Partei von Vermont startete Farnsworth seine politische Laufbahn als Assistant Secretary und Secretary des Senats von Vermont.
Farnsworth war Richter des Rutland City Courts von 1907 bis 1909. Im Jahr 1908 war er der unterlegene Kandidat für die Nominierung der Republikanischen Partei zum Amt des Secretary of State.
Im Jahr 1912 kandidierte er, ebenfalls erfolglos, für die Republikanische Partei um einen Sitz im Repräsentantenhaus der Vereinigten Staaten. Er wurde Mitglied der Progressive Party, kehrte aber später zur Republikanischen Partei zurück.
Eine Wahl zum Kandidaten der Republikanischen Partei für das Amt eines Vermonter Staatssekretärs verlor er 1918. Anschließend zog Farnsworth nach Burlington.  Er wurde im Jahr 1922 in den Senat von Vermont gewählt und absolvierte eine Amtszeit, in der er auch der President pro tempore des Senats war.
Die Wahl zum Vizegouverneur gewann Farnsworth im Jahr 1924, seine Amtszeit dauerte von 1915 bis 1927.
Die Wahl zum Gouverneur von Vermont im Jahr 1926 verlor er gegen John E. Weeks.
Farnsworth starb in Rutland am 2. August 1929.  Er wurde auf dem Rutland's Evergreen Cemetery bestattet.